# Ramon Masats
Ramon Masats (Caldes de Montbui, Vallès Oriental, 17 de març de 1931 - Madrid, 4 de març de 2024) va ser un fotoperiodista català.

## Biografia
Masats va començar a treballar com a fotògraf reporter en diversos diaris. Aviat es reconeix la seva tasca com a cronista i la seva especial intuïció per capturar la realitat més immediata sense manipular-la. Masats compagina la seva pràctica fotogràfica amb el cinema i la realització de documentals.
Va descobrir el món de la fotografia a través de la revista Arte fotográfico i va inscriure's al Círculo Fotográfico del Casino del Comercio de Terrassa (1953). Va ingressar a l'Agrupació Fotogràfica de Catalunya on va conèixer Oriol Maspons, Xavier Miserachs i Ricard Terré, entre d'altres. Els seus treballs sobre les Rambles de Barcelona i Los Sanfermines (1956) posen en relleu la seva visió i el seu estil personal sobre el reportatge. L'any següent decideix abandonar el negoci familiar de pesca salada, on havia treballat des dels 18 anys, i es dedica exclusivament a la fotografia professional. És un moment transcendental. S'instal·la a Madrid i treballa per a la Gaceta Ilustrada; exposa la seva obra a Barcelona, Madrid i Almeria juntament amb els fotògrafs Terré i Miserachs.
Acaba l'any exposant en solitari al Institut de Cultura Hispànica de Madrid. La seva pertinença a l'Agrupación Fotográfica Almeriense (AFAL), liderada per Pérez Siquier, li obre les portes als millors col·lectius fotogràfics d'Europa. L'any 1958 participa com a fotògraf en la publicació d'un Anuario de la Fotografía Española en el qual es fa evident la visió rupturista del grup de fotògrafs integrats a l'AFAL. La revista Paris Match va encarregar-li el seguiment del casament dels Reis d'Espanya (1962). Espasa Calpe edita Los sanfermines (1963) amb textos de García Serrano, que rep el premi Ibarra al llibre més ben editat. Publica Viejas historias de Castilla la Vieja (1964) amb textos de Miguel Delibes. Il·lustra un Don Quijote de Martí de Riquer (1968) i presenta el treball fotogràfic Seminario al Museu d'Art Modern de Nova York.
Ramon Masats entra en contacte amb el món del cinema i participa en el curt metratge La suerte de Mario Camus. Escriu guions cinematogràfics i es responsabilitza de la realització dels documentals Prado vivo i El que enseña (1965). És autor del llargmetratge Topical spanish, amb guió propi i de Chumy Chúmez i Televisió Espanyola li encarrega les sèries Conozca usted España, Los ríos, Raíces, Música en la España Medieval i Si las piedras hablaran amb textos d'Antonio Gala. Retorna al món de la fotografia (1981) i entra en relació amb l'editorial Luna Wennber (Lunwerg Editors, des de 1983).
Masats abandona el blanc i negre i utilitza el color. Amb l'escriptor Lluís Carandell publica Nuestro Madrid i, més tard, amb el mateix Carandell i José Luís Sampedro, publica España Diversa. La relació de Ramon Masats i Lluís Carandell esdevé més intensa i, conjuntament, publiquen altres obres: Desde el cielo a España i Del cielo a Madrid; i Madrid, Madrid, Madrid. Participa en les exposicions "Cuatro Direcciones" en el Museo Nacional Centro de Arte Reina Sofía (1991) i "Tiempo de silencio. Panorama de la fotografía española de los años 50 y 60" (1992). Els toros i els toreros han estat presents a la seva obra: coordina la sèrie Tauromaquia (1983) de Televisió Espanyola i publica Toro (1998) amb textos del crític taurí Joaquín Vidal. Participa en la col·lectiva Introducción a la fotografia a Catalunya organitzada pel MNAC, i la Universitat Menéndez Pelayo de Santander el convida a projectar i comentar la seva obra en el Palacio de la Magdalena. El 1999, en el marc del festival de fotografia PHotoEspaña 99, li és dedicada la seva primera exposició retrospectiva en el Círculo de Bellas Artes de Madrid i l'any 2002 rep el Premi de Cultura de la Comunitat de Madrid en la modalitat de fotografia i això comporta l'organització d'una exposició i l'edició d'un catàleg amb el títol La memòria construïda, sota la direcció de Chema Conesa, com a comissari, i amb textos del mateix Conesa i de Francisco Umbral. L'exposició té lloc a sala del Canal d'Isabel II de Madrid. Ha exposat a Moscou (2002) i a Tunis, Atenes i Istanbul (2003) El 2002 se li va dedicar una exposició retrospectiva a La Virreina i el 2017 una exposició temporal a la Sala Ana Mas Projects de L'Hospitalet de Llobregat, on es van poder veure 61 fotografies seves, sota el títol Ramón Masats. 1953-1965. L'exposició va ser comissariada per Laura Terré, filla de Ricard Terré.

## Premis
- V Trofeu Luis Navarro, Saló d'Avantguarda, Associació Fotogràfica de Catalunya (1957)
- Premi Negtor de Fotografia (1960)
- Premi a la Millor Fotografia de Rodatge, La caiguda de l'Imperi Romà, Anglaterra (1962)
- Premi Ibarra al Llibre Millor Editat per  Els Sanfermines, Espasa Calpe (1963)
- Premi Especial en Tahormina al seu primer documental,  Prat Viu (1964)
- Miqueldi de Plata al documental El que Ensenya, Festival de Cinematografia de Bilbao (1965)
- Premi CIDALC, Festival de Cinematografia de Bilbao (1965)
- Premi Bartolomé Ros a la Millor Trajectòria Professional, a PHotoEspaña (2001)[8]
- Premi de Cultura de la Comunitat de Madrid (2002)
- Premi Nacional de Fotografia (2004)
- Premio Nacional de Fotografía Piedad Isla (2011), atorgat per la Diputació de Palència[9]